# Якобсон, Анатолий Александрович
Анатолий Александрович Якобсон (30 апреля 1935, Москва — 28 сентября 1978, Иерусалим) — русский поэт, переводчик, литературный критик, правозащитник.

## Биография
Родился в семье аптекаря Александра Григорьевича Якобсона и Татьяны Сергеевны Лившиц, в прошлом актрисы ГОСЕТа. Татьяна Сергеевна была родом из Режицы, её большая семья, более 70 человек, погибла во время Холокоста. Отец умер в 1947 году. Дядя, Семён Григорьевич Якубсон (1898—1954), который взял на себя заботы о семье умершего брата, в 1951 году потерял работу заведующего производством в издательстве санитерного просвещения, а в августе 1952 года был арестован. 5 января 1953 года по статье 58-10 его приговорили к 25 годам исправительно-трудовых лагерей, 27 февраля Верховный суд снизил срок до 10 лет. Попал в  воркутинские лагеря, умер в 26 июня 1954 года.
Среднее образование получал в школе № 135, учился крайне слабо.
Поступил на исторический факультет Московского государственного педагогического института (1953—1958). В 1956 году женился на Майе Улановской, только что освободившейся из сталинских лагерей (они развелись в 1974). В 1959 году родился сын Александр, ныне израильский историк, публицист и политик.
С конца 1959 года работал учителем истории в школе № 689 (1-й Хорошевский проезд). С 1965 по май 1968-го преподавал историю и литературу в физико-математической школе № 2. Выступал как переводчик с английского, итальянского, французского, польского и испанского языков (Франческо Петрарка, Т. Готье, Верлен, Честертон, Сесар Вальехо, М. Эрнандес, Лорка, А. Мицкевич, Ованес Туманян и др.).
Занимался правозащитной деятельностью. Был редактором «Хроники текущих событий» (лето 1969—осень 1972), выпустил её номера с 11-го по 27-й номер (за исключением 15-го). Дружил с Ю. Даниэлем, Л. Алексеевой, А. Гелескулом, Н. Трауберг.
Автор работ о русских писателях — А. Блоке, Б. Пастернаке, А. Ахматовой, А. Платонове, В. Шаламове и др., — получивших высокую оценку А. Д. Сахарова, Л. К. Чуковской, М. М. Бахтина, М. С. Петровых, Д. С. Самойлова и др., публиковался за рубежом (в России лишь в 1990-х годах).
В сентябре 1973 года под давлением властей вместе с семьёй выехал из СССР. Работал на факультете славистики Иерусалимского университета. Начиная с 1974 года у него развилась тяжёлая депрессия. Покончил с собой в 1978 году.

## Оценки
Переводчица И. Н. Зорина вспоминала о нём: «Превосходный знаток русской и мировой литературы, особенно поэзии, переводчик и первоклассный литературовед. Нет, неправильно, к нему это скучное слово — литературовед — неприменимо. Он был историком литературы и тонким исследователем поэзии… Ну и конечно, он был первоклассным историком, хотя сам скромно говорил о себе — „по образованию — историк, но больше занимался литературой“».
По словам биолога и правозащитника С. А. Ковалёва, Якобсон «… все время жил в состоянии какого-то непрерывного процесса взрывного саморасточения — таланта, обаяния, блестящего (хотя не всегда пригодного для салонов) остроумия, любви к друзьям, женщинам, стихам. Я не знаю другого человека, который настолько широко знал и глубоко чувствовал поэзию, как Якобсон. Это же относилось и к истории, — в особенности — к русской поэзии и русской истории. В них он просто жил, столь же осязаемо, как иные живут в своем материальном окружении. Сказанное не означает, что Якобсон был исключительно человеком эмоций…. Его мысль литературоведа и историка всегда была ясной, сильной и неотразимой, как удар. Якобсон, кстати, подобно мне, был в молодости боксером и даже чемпионом. Якобсон был одним из лучших публицистов Самиздата. Не знаю, кого с ним рядом можно поставить — может быть, Чуковскую или Солженицына. Текстов, подписанных его именем, немного, но любой делает честь его перу. Гораздо больше текстов написано при его решающем участии. Его таланту и темпераменту было тесновато в строгих рамках информационных сообщений и правового анализа… Его „взрослые“ литературоведческие работы выросли из цикла лекций для школьников, прочитанных им в 1965—1968 годах, — на эти лекции сбегалось пол-Москвы».
Памяти Якобсона друживший с ним Давид Самойлов посвятил стихотворение «Прощание»:
<…>

Он мчался, голову сломя,

Врезаясь в рифмы и в слова,

И словно молния со лба

	Его слетала. 

Он был порывом к мятежу,

Но все-таки, как я сужу,

Наверно не про ту дежу

	Была опара. 

  

Он создан был не восставать,

Он был назначен воздавать,

Он был назначен целовать

	Плечо пророка. 

Меньшой при снятии с креста,

Он должен был разжать уста,

Чтоб явной стала простота

	Сего урока.

<…>

Когда преодолен рубеж,

Без преувеличенья, без

Превозношенья до небес

	Хочу проститься. 

Ведь я не о своей туге,

Не о талантах и т. п. -

Я плачу просто о тебе,

	Самоубийца.

## Публикации

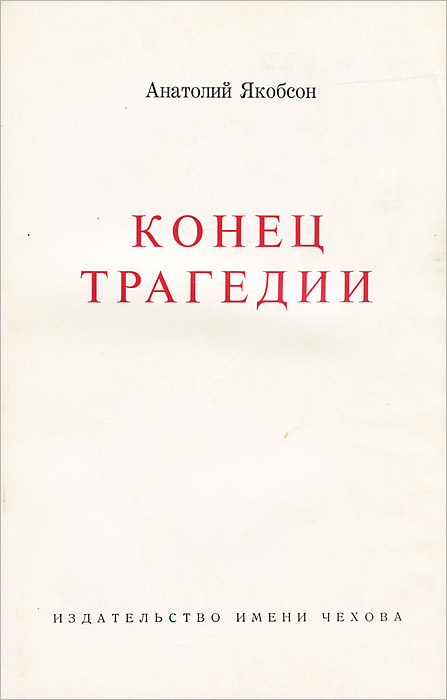
Обложка книги «Конец трагедии», 1973 год

- Анатолий Якобсон. Конец трагедии. Нью-Йорк: Издательство имени Чехова, 1973 237 с. (то же: Вильнюс-Москва: Весть, 1992)
- Анатолий Якобсон. Царственное слово. В кн.: Конец трагедии. Нью-Йорк: Издательство имени Чехова, 1973. с. 221-236.
- Анатолий Якобсон. О романтической идеологии. В кн.: Конец трагедии. Нью-Йорк: Издательство имени Чехова, 1973. с. 197-220.
- Почва и судьба ред.-сост.: М. А. Улановская, В. Фромер; предисл. А. Гелескула; авт. примеч.: М. А. Улановская, В. Гершович. — Вильнюс; Москва: Весть, 1992